# Вольфрамат кобальта(II)
Вольфрама́т ко́бальта(II) — неорганическое соединение,
соль двухвалентного кобальта и вольфрамовой кислоты с формулой CoWO4, сине-зелёные кристаллы, не растворяется в воде.
Применяется в качестве катализатора и для окрашивания неорганических стёкол и неорганических глазурей. Также применяется в качестве пигмента в чернилах и красках.

## Нахождение в природе
Обнаруживается после пожаров в угольных шахтах в виде минерала красносельскита.

## Получение
Может быть получен взаимодействием какой-либо растворимой соли вольфрамовой кислоты с растворимой солью двухвалентного кобальта, например, вольфрамата натрия и сульфата кобальта:
{\displaystyle {\ce {Na2WO4 + CoSO4 -> CoWO4 v + Na2SO4}}}.

## Физические свойства
Вольфрамат кобальта(II) образует тёмно-сине-зелёные кристаллы моноклинной сингонии, пространственная группа P 2/a, параметры ячейки a = 0,493 нм, b = 0,568 нм, c = 0,466 нм, β = 90°, Z = 2.